# 1969 na música

## Eventos
- É formada a banda de Heavy Metal e Hard Rock UFO.
- O cantor Michael Jackson, com somente 11 anos de idade, tira os Beatles do 1ºlugar nas rádios.
- Lançado o álbum Years Gone By por Albert King.
- Lançado o álbum Best of Cream por Cream.
- Lançado o álbum Stand Up por Jethro Tull
- Lançados os álbuns Fathers and Sons e Sail On por Muddy Waters.
- Lançados os álbuns Live & Well e Completely Well por B.B. King.
- Lançados os álbuns Say It Loud, I’m Black and I'm Proud, Gettin' Down to It, The Popcorn e It's a Mother por James Brown.
- Lançado o álbum Doing His Thing por Ray Charles.
- Lançado o álbum Good Looking Woman por Chuck Berry.
- Lançado o álbum Keep on Moving por The Butterfield Blues Band.
- Lançado o álbum Thinking of Woody Guthrie por Country Joe McDonald.
- Lançado o álbum Atlantis por Sun Ra.
- Lançado o álbum Caetano Veloso por Caetano Veloso.
- Lançado o álbum The Howlin' Wolf Album por Howlin' Wolf.
- Lançado o álbum Thru the Years por John Mayall & the Bluesbreakers.
- Elton John, músico britânico, inicia sua carreira ao lado de seu letrista Bernie Taupin, lançando o seu primeiro álbum, Empty Sky.
- Formação da banda de rock progressivo Supertramp.
- Foi lançado o álbum com maior vendagem dos Beatles, Abbey Road.
- "Space Oddity", um dos maiores singles do compositor David Bowie, fora lançado nesse ano, junto com o álbum de mesmo nome.
- Os então membros dos Bee Gees Barry e Maurice Gibb anunciam o fim da Banda após a saída de Colin Pettersen. (A banda só voltaria aos palcos em 1970 com a volta de Robin Gibb)
- O ano de 1969 é citado nas músicas "Hotel California" ("He said, 'We haven't had that spirit here since nineteen sixty nine") e "Summer of '69".

### Janeiro
- 5 de janeiro - Lançado o álbum Bayou Country por Creedence Clearwater Revival.
- 12 de janeiro - Lançado o álbum Led Zeppelin por Led Zeppelin.
- 29 de janeiro - Lançado o álbum Filles de Kilimanjaro por Miles Davis.
- 30 de janeiro - Lançado o álbum Moby Grape '69 por Moby Grape.
- 30 de janeiro - A banda The Beatles dá sua última performance pública, no telhado da Apple Records. A polícia interrompeu a performance.

### Fevereiro
- 10 de fevereiro - Lançado o álbum Retrospective: The Best of Buffalo Springfield por  Buffalo Springfield.
- 10 de fevereiro - Lançado o álbum 20/20 por The Beach Boys.
- 22 de fevereiro - Lançado o álbum Stonedhenge por Ten Years After.Ssssh
- Lançado o álbum Bless Its Pointed Little Head por Jefferson Airplane.
- Lançado o álbum Mutantes por Os Mutantes.
- Lançado o álbum Ball por Iron Butterfly.

### Março
- 5 de março - Lançado o álbum Dr. Byrds & Mr. Hyde por The Byrds.
- 12 de março - Paul McCartney, casa-se com Linda Eastman em Londres.
- 20 de março - Lançado o álbum Aoxomoxoa por The Grateful Dead.
- Lançado o álbum Goodbye por Cream.
- Lançado o álbum Happy Trails por Quicksilver Messenger Service.
- Lançado o álbum At Your Birthday Party por Steppenwolf.
- Lançado o álbum Mothermania por The Mothers of Invention.

### Abril
- 9 de abril - Lançado o álbum Nashville Skyline por Bob Dylan.
- 23 de abril - Lançado o álbum With a Little Help from My Friends por Joe Cocker.
- 25 de abril - Lançado o álbum On the Threshold of a Dream por The Moody Blues.
- Lançado o álbum Volunteers por Jefferson Airplane.
- Lançado o álbum Taste por Taste.
- Lançado o álbum Alegria, Alegria Volume 3 ou Cada um Tem o Disco que Merece por Wilson Simonal.

### Maio
- 3 de maio - Lançado o álbum Stand! por Sly and the Family Stone.
- 9 de maio - Lançado o álbum Unfinished Music No.2: Life with the Lions por John Lennon.
- 9 de maio - Lançado o álbum Electronic Sound por George Harrison.
- 12 de maio - Lançado o álbum After the Rain por Muddy Waters.
- 14 de maio - Lançado o álbum Everybody Knows This Is Nowhere por Neil Young e Crazy Horse.
- 23 de maio - Lançado o álbum Tommy por The Who.
- 29 de maio - Lançado o álbum Crosby, Stills & Nash por Crosby, Stills & Nash.
- Lançado o álbum The Meters por The Meters.

### Junho
- 3 de junho - Lançado o álbum Empty Sky de Elton John
- 16 de junho - Lançado o álbum Trout Mask Replica por Captain Beefheart.
- 20 de junho - Lançado o álbum póstumo Love Man de Otis Reeding.

### Julho
- 8 de julho - Lançado o álbum Hallelujah por Canned Heat.
- 30 de julho - Lançado o álbum In a Silent Way por Miles Davis.

### Agosto
- 3 de agosto - Lançado o álbum Green River por Creedence Clearwater Revival.
- 5 de agosto - Lançado o álbum The Stooges por The Stooges nos Estados Unidos.
- 16 de Agosto - Realizou-se o Festival de Woodstock
- Lançado o álbum Ssssh por Ten Years After.
- Lançado o álbum Santana por Santana.
- Lançado o álbum As Safe as Yesterday Is por Humble Pie.
- Lançado o álbum Blind Faith por Blind Faith.
- Lançado o álbum Looking Back por John Mayall & the Bluesbreakers.

### Setembro
- 22 de setembro - Lançado o álbum The Band por The Band.
- 26 de setembro - Lançado o álbum Abbey Road por The Beatles.
- Lançado o álbum I Got Dem Ol' Kozmic Blues Again Mama! por Janis Joplin.
- Lançado o álbum The Stooges por The Stooges no Reino Unido.
- Lançado o álbum Volume Two por Soft Machine.
- Lançado o álbum Bee Gees Odessa o último album na formação rock psicodélico da banda com Colin Petersen e Vince Melouney.

### Outubro
- 10 de outubro - Lançado o álbum Hot Rats por Frank Zappa.
- 10 de outubro - Lançado o álbum In the Court of the Crimson King por King Crimson.
- 22 de outubro - Lançado o álbum Led Zeppelin II por Led Zeppelin.
- 25 de outubro - Lançado o álbum Ummagumma por Pink Floyd no Reino Unido.

### Novembro
- 2 de novembro - Lançado o álbum Willy and the Poor Boys por Creedence Clearwater Revival.
- 4 de novembro - Lançado o álbum The Allman Brothers Band por The Allman Brothers Band.
- 4 de novembro - Lançado o álbum Space Oddity por David Bowie.
- 7 de novembro - Lançado o álbum Wedding Album por John Lennon e Yoko Ono.
- 10 de novembro - Lançado o álbum Ummagumma por Pink Floyd nos Estados Unidos.
- 10 de novembro - Lançado o álbum Ballad of Easy Rider por The Byrds.
- 21 de novembro - Lançado o álbum To Our Children's Children's Children por The Moody Blues.
- Lançado o álbum Joe Cocker! por Joe Cocker.
- Lançado o álbum Hollies Sing Dylan por The Hollies.
- Lançado o álbum Hollies Sing Hollies por The Hollies.
- Lançado o álbum Monster por Steppenwolf.

### Dezembro
- 5 de dezembro - Lançado o álbum Let It Bleed por The Rolling Stones.
- 12 de dezembro - Lançado o álbum Live Peace in Toronto 1969 por The Plastic Ono Band.
- Lançado o álbum Shady Grove por Quicksilver Messenger Service.
- Lançado o álbum Blue Cheer por Blue Cheer.
- Lançado o álbum Roberto Carlos por Roberto Carlos.

## Nascimentos
| Data              | Nome            | Profissão                                 | Nacionalidade          | Observações | Ref   |
| ----------------- | --------------- | ----------------------------------------- | ---------------------- | ----------- | ----- |
| 5 de Janeiro      | Marilyn Manson  | cantor                                    | Estados Unidos         |             |       |
| 14 de Janeiro     | Dave Grohl      | baterista e vocalista                     | Estados Unidos         |             |       |
| 16 de Janeiro     | Ivo Pessoa      | cantor                                    | Brasil                 |             |       |
| 17 de Janeiro     | Tiësto          | D.J.                                      | Países Baixos          |             |       |
| 22 de Janeiro     | Tatau           | cantor                                    | Brasil                 |             |       |
| 3 de Fevereiro    | Yves Passarell  | guitarrista                               | Brasil                 |             |       |
| 24 de Fevereiro   | Alex González   | baterista do grupo Maná e De La Tierra    | Estados Unidos/ México |             |       |
| 3 de Março        | Deborah Blando  | cantora e compositora                     | Brasil / Itália        |             |       |
| 5 de março        | MC Solaar       | rapper                                    | Senegal/ França        |             |       |
| 31 de Março       | Jerry Finn      | produtor musical                          | Estados Unidos         | m. 2008     |       |
| 8 de Abril        | Dulce Pontes    | cantora                                   | Portugal               |             |       |
| 10 de Abril       | Yoo Young-jin   | cantor, compositor e produtor             | Coreia do Sul          |             |       |
| 26 de Abril       | DJ Zegon        | DJ e Produtor, membro da dupla Tropkillaz | Brasil                 |             |       |
| 30 de Abril       | Paulo Jr.       | baixista                                  | Brasil                 |             |       |
| 5 de Junho        | Brian McKnight  | cantor                                    | Estados Unidos         |             |       |
| 15 de Junho       | Ice Cube        | rapper e ator                             | Estados Unidos         |             |       |
| 8 de Julho        | Sugizo          | Guitarrista e compositor                  | Japão                  |             | [ 1 ] |
| 10 de Julho       | Jonas Kaufmann  | tenor                                     | Alemanha               |             |       |
| 24 de Julho       | Jennifer Lopez  | atriz e cantora                           | Estados Unidos         |             |       |
| 28 de Julho       | Michael Amott   | Guitarrista e compositor                  | Inglaterra             |             |       |
| 4 de Agosto       | Max Cavalera    | cantor                                    | Brasil                 |             |       |
| 6 de Agosto       | Elliott Smith   | cantor                                    | Estados Unidos         | m. 2003     |       |
| 6 de setembro     | CeCe Peniston   | cantora                                   | Estados Unidos         |             |       |
| 18 de setembro    | Rick Bonadio    | produtor musical                          | Brasil                 |             |       |
| 24 de setembro    | Shawn Crahan    | músico                                    | Estados Unidos         |             |       |
| 30 de setembro    | Sérgio Reoli    | baterista                                 | Brasil                 |             |       |
| 3 de Outubro      | Gwen Stefani    | cantora                                   | Estados Unidos         |             |       |
| 9 de outubro      | PJ Harvey       | cantora                                   | Reino Unido            |             |       |
| 19 de outubro     | DJ Sammy        | DJ                                        | Espanha                |             |       |
| 2 de Novembro     | Reginald Arvizu | Baixista                                  | Estados Unidos         |             |       |
| 13 de Novembro    | Gerard Butler   | actor e cantor                            | Escócia                |             |       |
| 4 de Dezembro     | Jay-Z           | rapper                                    | Estados Unidos         |             |       |
| 30 de Dezembro    | Jay Kay         | cantor                                    | Inglaterra             |             |       |
| 31 de dezembro    | Lance Reddick   | ator e músico                             | Estados Unidos         |             |       |
| data desconhecida | Jeff van Dyck   | compostor de trilhas para jogos           | Austrália              |             |       |

## Mortes
| Data         | Nome                   | Profissão           | Nacionalidade | Observações | Ref |
| ------------ | ---------------------- | ------------------- | ------------- | ----------- | --- |
| 20 de abril  | Ataulfo Alves de Souza | compositor e cantor | Brasil        | n. 1909     |     |
| 3 de Julho   | Brian Jones            | músico              | Inglaterra    | n. 1942     |     |
| 13 de Agosto | Jacob Pick Bittencourt | músico              | Brasil        | n. 1918     |     |
| 17 de Agosto | Joseph Kosma           | compositor          | Hungria       | n. 1905     |     |